# Sarah Berger

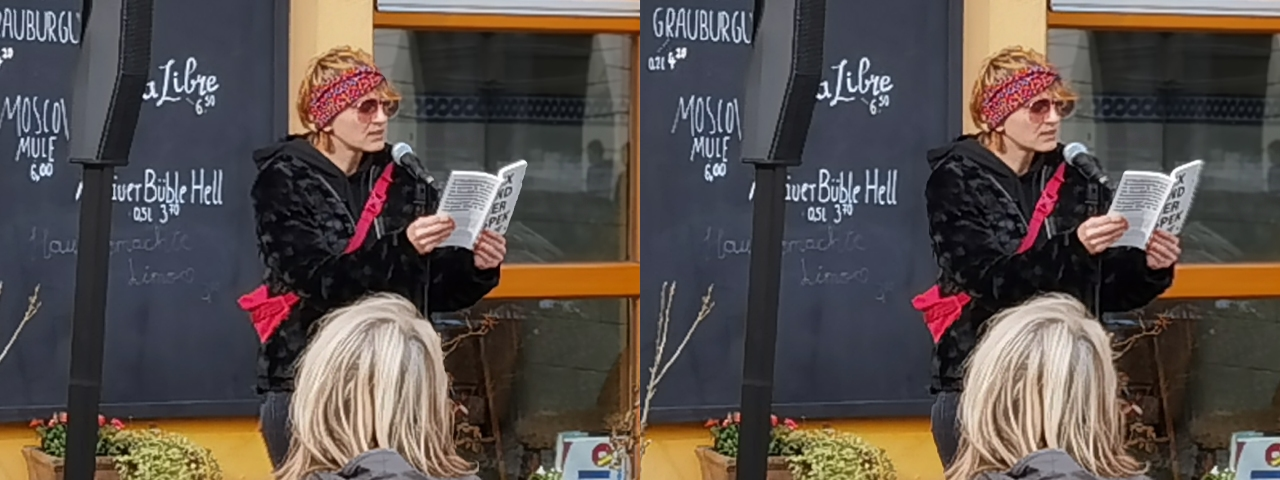
Sarah Berger 2021 vor der Brotfabrik

Sarah Berger (* 23. Juli 1985 in Timișoara) ist eine deutsch-rumänische Schriftstellerin, Fotografin und Feministin.

## Leben
Aufgewachsen in Karlsruhe, zog Berger nach dem Studienabschluss in Philosophie an der Ruprecht-Karls-Universität Heidelberg nach Berlin, wo sie als freie Schriftstellerin, Bloggerin und Fotografin tätig ist. Sie initiiert regelmäßig Lesungen junger Schriftstellerinnen und Schriftsteller in der WerkStadt Neukölln. Schwerpunkt der Arbeit Bergers ist der Konflikt zwischen dem Ich und dem Anderen sowie die Möglichkeit der Kommunikation, wenn das Selbst die Vorstellung des Ich im Anderen darstellt.
Seit 2009 schreibt sie als @fem_poet mit feministischem Impetus zwischen Realität und Fiktion auf Twitter. 2017 schloss Berger das Studium der Fotografie an der Berliner Technische Kunsthochschule mit dem Bachelor of Arts ab. Im selben Jahr debütierte sie mit dem Buch Match Deleted. Tinder Shorts im Frohmann Verlag. 2019 war Sarah Berger auf Einladung des Goethe-Instituts Gast der Göteborger Buchmesse, wo sie sich zu den Themen Gleichstellung und Medienbewusstsein positionierte.

## Einzeltitel
- Match Deleted. Tinder Shorts. Frohmann, Berlin 2017, ISBN 978-3-944195-90-2.
- Im Krass Bösen Wolf. Literatur Quickie, Hamburg 2017, ISBN 978-3-945453-34-6.
- Sein Zimmer für mich allein. Frohmann, Berlin 2018, ISBN 978-3-947047-32-1.
- Folgen. SuKuLTuR, Berlin 2018, ISBN 978-3-95566-088-8.
- bitte öffnet den Vorhang: @milch_honig 2019–2009. SuKuLTuR, Berlin 2020, ISBN 978-3-95566-115-1.
- Sex und Perspektive. Herzstückverlag, Berlin 2020, ISBN 978-3-9822141-6-0.
- Lesen und Schreien: Social-Media-Collagen. Frohmann, Berlin, 2020, ISBN 978-3-944195-80-3.
- Wen es etwas angeht. Herzstückverlag, Berlin 2022, ISBN 978-3-9824491-2-8.

## Beiträge in Anthologien und Literaturzeitschriften (Auswahl)
- Vom Augenblick. In: Matrix. Zeitschrift für Literatur und Kunst. 16. Ausgabe. Pop Verlag, Ludwigsburg 2009, ISBN 978-3-937139-74-6.
- Wish You Were Here. In: Grenzüberschreitung. Edition FZA, Wien 2016, ISBN 978-3-903104-05-1.
- Freudlos. In: schliff. (Literaturzeitschrift). 6. Ausgabe. edition text + kritik, Alltag, München 2017, ISBN 978-3-86916-570-7.
- Adoleszenz und Gartenladen. In: Metamorphosen. 18. Ausgabe, Verbrecher Verlag, Berlin 2017, ISBN 978-3-95732-280-7.
- Jedenfalls in der westlichen Gesellschaft möchte das Individuum sich als Welt verstehen. In: Supermarkt – Lob und Kritik. SuKuLTuR, Berlin 2019, ISBN 978-3-95566-106-9.
- Horror vacui. In: Metamorphosen. 26. Ausgabe. Verbrecher Verlag, Berlin 2020, ISBN 978-3-95732-434-4.
- Gender Trouble Is Real. In: Brüste. Eine Anthologie. Tropen Verlag, Berlin 2024, ISBN 978-3-608-50249-7.
- Bei unwillkürlicher Reaktion auf Berührung. In: Glitter. 7. Ausgabe. Berlin / Zürich 2024.

## Auszeichnungen
- 2018: 3. Preis beim deutsch-georgischen PenMarathon[3]
- 2018: Finalistin beim Literaturpreis Prenzlauer Berg
- 2016: Publikumspreis Wiener Werkstattpreis